# Tungdykning

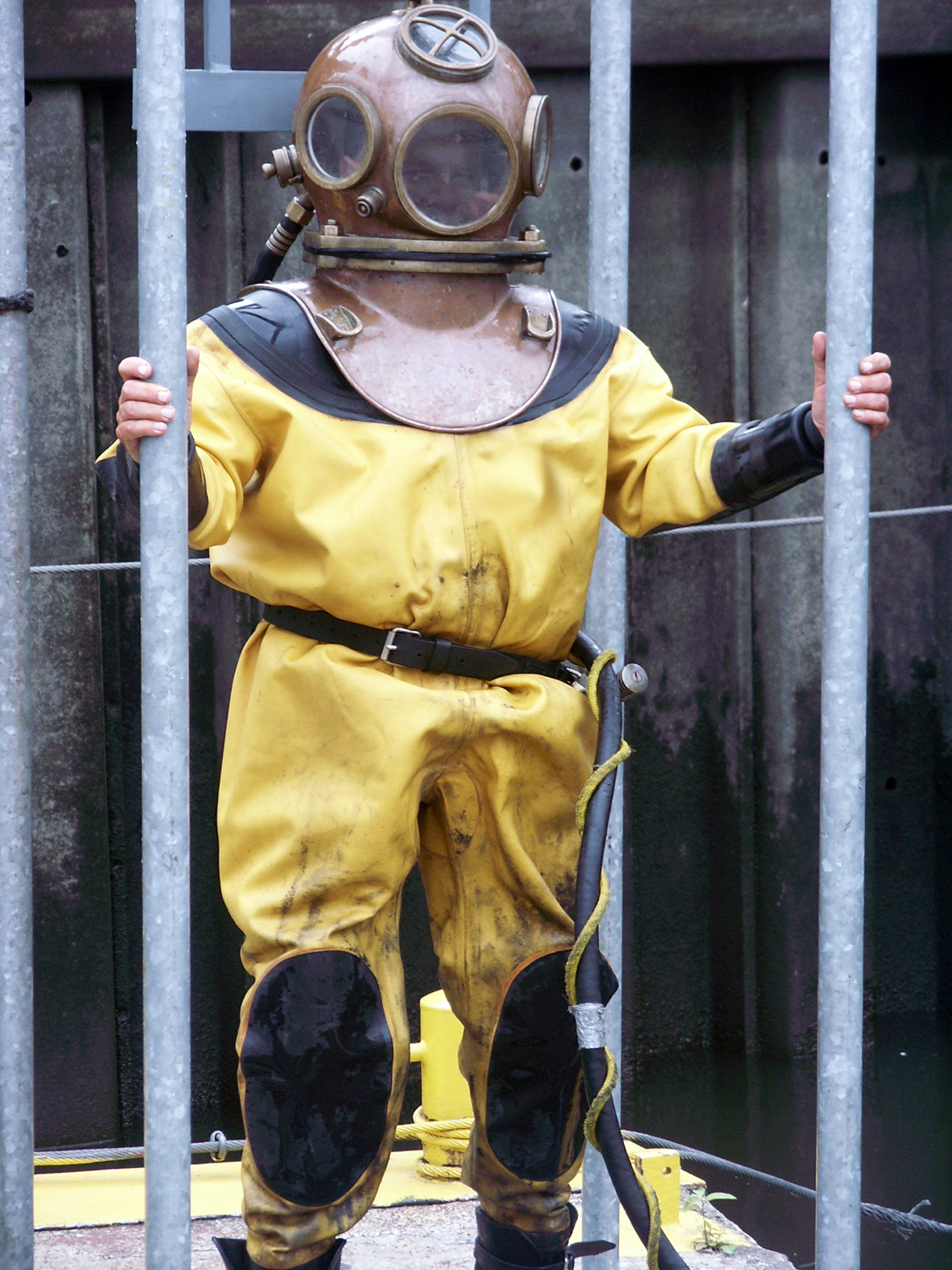
Tungdykare i full utrustning

Tungdykning eller tung dykning är dykning där dykaren går på botten istället för att simma fritt, det senare kallat lättdykning. För detta används så kallad tung dykarutrustning, bestående av en vattentät dräkt med metallhjälm (dykarhjälm) och sänken (dykvikter). Dykaren förses med syre via en slang till ytan genom vilken man pumpar luft. I slangen finns ofta även telefon- och elkabel för att förse dykaren med värme och ljus. Videoförbindelse förekommer också, så att dykaren kan kommunicera med dykarskötaren ovan ytan om hur arbeten ska utföras etc. Den moderna tungdykardräkten uppfanns av August Siebe under 1830-talet.

## Svenska marinen
I svenska marinen arbetar dykare i klassen tungdyk med ubåtsräddning, och bygg- och anläggningsrelaterade arbeten där verktyg krävs för att lösa uppgiften. 